# Yves Lelong
 (août 2017).
Si vous disposez d'ouvrages ou d'articles de référence ou si vous connaissez des sites web de qualité traitant du thème abordé ici, merci de compléter l'article en donnant les références utiles à sa vérifiabilité et en les liant à la section « Notes et références ».
Pour les articles homonymes, voir Lelong.
Yves Lelong, né le 5 avril 1952 à Paris 12e et mort le 29 mai 1999 à Paris 10e, est un écrivain français, auteur de récits à tendance autobiographique et d’essais littéraires – notamment sur Marcel Proust.

## Biographie
Yves Lelong naît le 5 avril 1952 à Paris et passe son enfance et son adolescence à Levallois-Perret aux côtés de son père, polytechnicien, et de sa mère, femme au foyer. Il a un frère jumeau et une sœur aînée. 
Il fait l’ensemble de ses classes de secondaire au Lycée Pasteur de Neuilly-sur-Seine et obtient le baccalauréat section C (scientifique) en 1970. 
À la rentrée 1970-1971, il intègre la classe d’Hypokhâgne du Lycée Pasteur, où François Fédier est le professeur de philosophie. L’année suivante, il s’inscrit en philosophie à l’université Paris X-Nanterre, où il obtient une maîtrise en 1974. Il change ensuite deux fois de cursus : en 1977, il obtient une licence de sociologie à Nanterre, puis, en 1983, un DEA de psychanalyse à l’université de Jussieu.
Parallèlement à ses études, il commence dès 1976 à enseigner la philosophie et la sociologie dans plusieurs établissements privés de la région parisienne. De 1986 à 1992, il est professeur de français à l’ESIG (École supérieure d’informatique, de commerce et de gestion), rue des Francs-Bourgeois à Paris. À partir de 1991 et jusqu’en 1995, il est aussi professeur de culture générale à l’ISEEC-NADAUD, rue des Francs-Bourgeois à Paris ; il occupera ce poste jusqu’en 1995. N’ayant pas cherché à passer les concours de l’Éducation nationale, il se définissait lui-même comme « enseignant marginal ».
Ses premières publications sont des études littéraires ou philosophiques qui paraissent dans des revues spécialisées : « Marcel Proust : Roture et métaphore », Poétique, 1981, aux Éditions du Seuil ; « Nietzsche et les puritains », Liberté de l’Esprit, 1987, aux Éditions Balland ; « L’Heure très sévère de Boris Vildé », Liberté de l’Esprit, 1987, aux Éditions La Manufacture.
Ami de longue date de Eric Adda, alors directeur de la Librairie Séguier et qui sera désormais son éditeur, Yves Lelong publie en 1987 son premier essai, Proust la santé du malheur. Cet ouvrage, associant approche littéraire et approche psychanalytique, envisage le travail de création de Proust comme un « travail de réparation psychique interne » : « Écrire pour lui c’était tout autant élaborer une œuvre que tâcher de s’ouvrir à lui-même. »
En 1988, Yves Lelong publie toujours chez Séguier son premier roman Sortilèges d’amour. Empruntant à la fois à l’autofiction et au registre de la littérature érotique occidentale, ce roman raconte une histoire d’amour malheureuse, celle de la jeune Florence et du narrateur qui se présente comme l’auteur du récit, dans un double jeu d’identification et de distanciation ironique. Ce roman, qui « dévoile tout ce que peut éprouver un homme en proie à une passion qui le submerge », se présente comme une confession de l’amant abandonné, cherchant à la fois à revivre les moments heureux de sa passion, à analyser les rouages de l’échec de la passion et finalement, à guérir : « J’ai besoin de te faire revivre pour exister encore un peu. » L’influence de Proust sur le style et le travail narratologique est essentielle dans Sortilèges d’amour, comme l’écrit Georges Anex, critique littéraire dans sa chronique parue au Journal de Genève en août 1988 : « On ne s’étonne pas qu’Yves Lelong soit également l’auteur, l’an dernier, d’un essai sur Proust intitulé : Proust, la Santé du malheur. L’essai semble une préparation du roman, comme le style de La Recherche imprègne l’écriture de Sortilèges, par un effet de mimétisme qui est encore un jeu. Et il faut reconnaître qu’Yves Lelong sort vainqueur, sinon indemne, d’un exercice aussi périlleux. Proust, si l’on veut, mais dans un alliage et sur un ton nouveaux. »
En 1989, à nouveau chez Séguier, paraissent les Lettres à Cécile, ouvrage nommé pour le Prix Novembre de 1989. Lelong mêle genre épistolaire et autobiographie, abordant tous azimuts ses lectures, ses amours, sa psychanalyse, son enfance… L’ouvrage est remarqué par la critique littéraire, qui se montre enthousiaste. Ainsi, Claude Habib dans Esprit, qualifie Les Lettres à Cécile de livre « si vif et si drôle » et n’hésite pas à parler de « génie ». Bernard Frank, dans Le Nouvel Observateur en octobre 1989, affirme que la lecture des Lettres à Cécile marque la naissance d’un véritable écrivain « avec armes et bagages ». Dans la revue Lignes, Gilles Tordjman  parle de « chef-d’œuvre » et décrit l’ouvrage comme « un hymne à la liberté absolue, d’une beauté monstre ».
En 1997, paraît aux Belles-Lettres Petit éloge de l’infantilisme, essai sur l’orgueil dans la société contemporaine, tenant à la fois de la sociologie, de la psychologie, de la satire. Le texte, où l’influence de Nietzsche est palpable, s’en prend à toutes les figures dites de pouvoir, et imagine un homme dont l’orgueil serait « bien placé », « naturel », homme qui serait alors « proche de l’enfant ou de l’artiste ». 
Yves Lelong se donne la mort le 29 mai 1999, laissant deux manuscrits complets non publiés intitulés Portrait de l’artiste et Paranoïa mon amour, ainsi que plusieurs manuscrits inachevés. Il est enterré au cimetière du Père-Lachaise à Paris.

## Articles et ouvrages
- « Marcel Proust : Roture et métaphore », Poétique, n° 46, juin 1981.
- « Nietzsche et les puritains », Liberté de l’Esprit, 1987, Paris, Balland.
- « L’Heure très sévère de Boris Vildé », Liberté de l’Esprit. Visages de la résistance, n° 16, automne 1987, Paris, La Manufacture.
- Proust, la santé du malheur, Paris, Séguier, 1987, 237 p.
- Sortilèges d’amour, Paris, Séguier, 1988, 253 p.
- Lettres à Cécile, Paris, Séguier, 1989, 305 p.
- Petit éloge de l’infantilisme, Paris, Les Belles-Lettres/Archimbaud, 1997, 164 p.